# 盧丙丁
盧丙丁（1901年—1935年，白話字：Lô͘ Piáⁿ-teng），筆名守民。日治時期台灣社會運動者、南臺灣工人運動領袖、作家、作詞人、教育家。1921年畢業於臺北國語學校（今為臺北市立大學以及國立臺北教育大學），曾擔任臺南州大內公學校正式教師、臺南州大內公學校訓導、六甲公學校林鳳營分教場訓導、臺南州六甲公學校訓導、內庄公學校副校長，但為了專心從事社會運動而辭職。

## 生平
1921年時，與蔣渭水、林獻堂等人籌組台灣文化協會，並成為主要文化活動領導人之一。其中，除了舉辦過多場政談演講會:174、205-206:139外，還包括文化講習、電影拍攝以及新劇宣傳等的活動來推廣改革理念，並達到啟迪民智與喚起民族意識的效果。
1923年與著名歌唱家林氏好（1907年－1991年）結婚。1927年，台灣文化協會分裂:141，蔣渭水提出籌組「台灣自治會」及「台灣同盟會」遭拒後改創「台灣民眾黨」，並在5月時於台中市聚英樓外舉行創會式合影。同年9月16日，盧丙丁任台灣民眾黨中央常務委員，負責社會部及宣傳部。另外，也擔任了台南支部常務委員，並身兼民眾黨之外圍組織「臺南勞工會」、「臺南機械工友會」的負責人。
1931年2月18日，因主張民族自決，對殖民母國採取強硬的抗日態度，台灣民眾黨被依「反官」及「反母國」的名義遭台灣總督府強制解散:489，盧丙丁與蔣渭水等十多人被捕入獄，隔日才被釋放。在此黨第三次黨員大會前:193，盧丙丁辭卸職務，並內渡廈門避難。
1932年後，盧丙丁在沒有罹患漢生病的狀況下，遭強制收入迴龍的樂生療養院。1936年，盧丙丁自樂生院押往廈門，此後音訊全無。 臺灣日日新報紀載他死於中國，但死因未明。

## 家庭
1923年7月，盧丙丁經由朋友介紹，與當時擔任教師的林氏好結婚，林氏好畢業於台南女子公學校，隔年於教員養成講習所結業，隨即擔任臺南第三公學校教員，1924年間任台南第二幼稚園保母，後因盧丙丁從事社會運動，而被迫離開教職。曾擔任台南館學樂團的第二小提琴手，為日治時期古倫美亞唱片公司擔任專屬歌手，灌製知名樂曲〈月夜愁〉、〈一個紅蛋〉、〈琴韻〉、〈怪紳〉、〈咱臺灣〉。
盧丙丁因多次入獄，林氏好為避免幼子受牽連，獨力扶養兩子，並改姓「林」。
1930年代，盧丙丁遭日人拘捕，遠渡廈門後失蹤，林氏好赴日學習聲樂，1944年戰爭期間林氏好帶子女前往滿州。1946年返台，之後成立「南星歌舞團」，晚年罹患舌癌，逐漸淡出舞台。

## 事蹟
盧丙丁在參與臺灣民眾黨前就已致力於推動左派運動，組織勞工團體。在1927年1月1日盧丙丁即在台南組織「台南機械公會」。
1927年5月，盧丙丁參加推動臺灣新文學的作家謝春木的婚禮。謝春木亦多次尋會各地演講，啟迪民智。臺灣民眾黨成立後亦擔任中央常務委員。
1927年7月10日下午三點，臺灣民眾黨在臺中市新富町聚英樓酒家舉行創立大會。8月7日，臺南支部成立，並推舉王受祿、盧丙丁、韓石泉、曾右章擔任臺南支部的中央委員，此外盧丙丁亦擔任中央常務委員社會部及宣傳部的主任。臺灣民眾黨成立後，致力於建立勞工及農民組織，至1927年底已獲得二十一個勞工團體、合計約三千餘人支持，而盧丙丁也參與其中。其中盧擔任1927年5月15日創立的臺南機械工友會及同年9月28日成立的臺南勞工會之幹部，可見其對於勞工運動的熱心。但由於沒有能統領各勞工團體單位的機構存在，因此民眾黨中央委員乃有組成臺灣工友總聯盟的計畫，1928年2月29日，臺灣工友總聯盟創立:223，盧丙丁、蔣渭水、陳木榮、李友三、陳天順擔任聯盟的重要幹部。同年12月11日，舉開中央常務委員會，改選中央常務委員及各部主任，刪減了社會部的職位，盧丙丁續任中央常務委員及宣傳部主任一職。1928年7月15日，臺灣民眾黨於臺南市西門町南座戲院召開第二次黨員大會:182，出席黨員約130人左右，盧丙丁擔任大會司儀。7月26日，召開中央常務委員會調整中央機關，盧丙丁繼續擔任宣傳部主任。
1929年1月1日至4日，盧丙丁參加臺灣民眾黨在臺北市日新町舉行的第一次務磋商會:186。除了參與眾多勞工組織外，盧丙丁亦參加許多演講，並作為演講的主持人或演講者。1930年10月27日，民眾黨臺南支部舉辦「第六次議員改選批評政談講演會:210」，盧丙丁即作為演講者參與，演講題目為「受不起的無產大業，將地方自治送還他們罷！」。
1927年9月18日，盧丙丁參加臺灣民眾黨臺南支部舉辦的「第貳回臺灣社會問題改造講演會」。
1928年3月13日，盧丙丁與蔡式穀為首的其他七人在總督辦公室與時任臺灣總督上山滿之進在總督辦公室會面，以蔡式穀為首，質問總督對地方制度改革的意見。
1928年4月20日，高雄淺野水泥公司（淺野洋灰株式會社）因為勞資糾紛問題爆發罷工事件，臺灣工友總聯盟聲援此次罷工事件:226，創立淺野爭議本部，下設許多不同職位的部門，盧丙丁擔任爭議部一職。隔年2月11日，盧丙丁作為重要成員，參加在臺南松金樓舉行的臺灣工友總聯盟第二次代表大會:229。
1931年2月18日，臺灣民眾黨召開第四次全島黨員大會，臺北警察署長突然出現並出示「結社禁止命令」:490-493，並當場聲明臺灣民眾黨已經遭到取締禁止，故命令集散本集會。同時逮捕盧丙丁、蔣渭水及其餘參與的十六名黨員送往警察署拘押，隔日所有人即被釋放。
1931年8月5日，蔣渭水因傷寒過世，得年40歲。蔣渭水逝世三天後（即8月8日），盧丙丁與蔡培火及蔣渭水兄弟蔣來福、蔣渭川、梁加升等人組成蔣渭水大眾葬儀委員會:283，在大安醫院作出「故蔣渭水氏之大眾葬葬儀」的決議。

## 著作

### 填詞[12]
- 〈悲嘆小夜曲〉
- 〈離別詩〉
- 〈織女〉
- 〈月下搖船〉
- 〈紗窗內〉
- 〈落花流水〉

## 文學描繪
- 黃信彰，《工運歌聲反殖民—盧丙丁與林氏好的年代》，台北市政府文化局，2010[7]
- 陳耀昌，《島之曦》，遠流，2021[13]

## 書目
1. 黃旺成先生日記
2. 灌園先生日記
3. 水竹居主人日記
4. 《全島總罷工：殖民地臺灣工運史》，臺北：前衛，2020